# 本間資忠
本間 資忠（ほんま すけただ）は、鎌倉時代後期の武将。

## 経歴・人物
本間氏は相模国小野氏の一族。本間資貞の嫡子として相模国に生まれる。北条方として父の資貞や人見光行と共に楠木正成の守る河内赤坂城を攻める（上赤坂城の戦い）。元弘3年/正慶2年（1333年）2月2日、戦死した父の首級を得て埋葬したあと、天王寺の鳥居の右柱に「待てしばし 子を思ふ闇に 迷ふらん　六の街の 道しるべせん（暫く待ってください。子を思う闇に迷っていることでしょう。私が六道の道標となりますから。）」と辞世の句を書きとめ、同日、自らも城に攻めいり孤軍奮闘の末討死にした。